# Първи контакт (филм, 2016)
Вижте пояснителната страница за други значения на Първи контакт.
„Първи контакт“ (на английски: Arrival) е американски научнофантастичен драматичен филм от 2016 г. на режисьора Дени Вилньов. Сценарият, написан от Ерик Хайсърър, е базиран на разказа „Story of Your Life“ на Тед Чан. Премиерата е на 1 септември 2016 г. на кинофестивала във Венеция, а по кината в САЩ и България филмът излиза на 11 ноември 2016 г.

## Сюжет
Над повърхността на Земята, на дванадесет места по Земята, изведнъж се появяват огромни обекти, наречени „черупки“, които се предполага, че са извънземни. Опитвайки се да разберат причините и целите на техния външен вид, американските разузнавателни служби се свързват със специалисти, сред които са лингвистите Луис Банкс и астрофизикът Иън Доннели. Луиз започва да преследва странни видения на дъщеря си, която е починала от рядко заболяване в ранна възраст. Но по-късно става ясно, че Луиз вижда бъдещето за дъщеря ѝ и Иън.
Луис и Ян, с голяма група асистенти, работят в сайта на Монтана, но имат постоянна връзка с подобни групи в 11 други места и обменят информация с тях. На всеки 18 часа се отваря входа на черупките и група специалисти проникват в корабите. Корабите са обитавани и извънземните се опитват да установят контакт с хората чрез прозрачна стена. Чужденците приличат на земни главоноги, които имат тяло с радиална симетрия и седем пипала. Хората ги наричат хептаподи.

## Актьорски състав
| Актьор          | Роля            |
| --------------- | --------------- |
| Ейми Адамс      | д-р Луиз Банкс  |
| Джеръми Ренър   | Иън Донъли      |
| Форест Уитакър  | полковник Уебър |
| Майкъл Стълбарг | агент Халпърн   |
| Ци Ма           | генерал Шан     |
| Марк О'Брайън   | капитан Маркс   |

## Снимки
Снимачният период трае 56 дни. Той започва на 7 юни 2015 г., след като Ренър приключва с участието си в „Първият отмъстител: Войната на героите“.